# Richard Teberio
Richard Teberio (Göteborg, 17 gennaio 1971) è un ex calciatore svedese, di ruolo attaccante.

## Carriera

### Club
Teberio giocò nel Västra Frölunda, prima di passare al Kalmar e poi al Degerfors. Nel 1997, si trasferì agli spagnoli dell'Andorra. Tornò poi in Svezia, per militare nell'Assyriska, accordandosi in seguito con i croati del Croazia Zagabria. Fu successivamente in forza ai norvegesi del Nybergsund-Trysil. Emigrò allora in Finlandia, per giocare all'Inter Turku. Dopo una breve esperienza al VG-62, tornò ancora all'Inter Turku. Ritornò ancora al Nybergsund-Trysil, per poi chiudere la carriera allo Skogen.